# Joan de Ruusbroec
|  | Aquest article tracta sobre el beat del segle xiii. Si cerqueu l'arquitecte del segle XV, vegeu «Jan van Ruysbroeck». |

Jan van Ruusbroec o Ruysbroeck (Ruisbroek, Ducat de Brabant, 1293 - Groenendael, Hoeilaart, Brabant, 1381) fou un clergue brabançó, místic i teòleg. És venerat com a beat per l'Església catòlica.

## Biografia
Jan van Ruusbroec estudià a Brussel·les des dels onze anys, amb el seu oncle Jan Hinckaert, que era canonge de la catedral de la ciutat. La seva formació és, però, modesta. Ordenat prevere als 24 anys, esdevé capellà de la catedral, on romandrà fins al 1343. Comença llavors a redactar obres de caràcter místic, de gran equilibri, ja que al contrari que alguns corrents místics de l'època, no rebutja les obres ni la mediació de l'Església (mitjançant els sagraments i la litúrgia) en el camí de la il·luminació.
Als cinquanta anys, el 1343, Jan van Ruusbroec canvia de vida i marxa a Groenendael, al bosc de Soignes, on funda un priorat. La comunitat no segueix una regla concreta al començament, però després seguirà la dels canonges regulars de Sant Agustí. Sense ésser-ne pròpiament el superior, Jan és l'eix de la comunitat, on continua la seva obra escrita. Ja en vida és conegut per la difusió que assoleixen les seves meditacions, no només a Flandes, sinó en altres llocs propers.
Va morir el 1381 als 89 anys, a la comunitat de Groenendael.

## Obra
Jan van Ruisbroek és autor d'una obra escrita en el dialecte neerlandès de la regió (Platdiets) que comprèn onze tractats místics i nombroses cartes. La més coneguda i difosa és L'ornament de les noces espirituals, del seu període de Brussel·les. L'obra fou acusada de panteïsme pel canceller de la Univeritat de París Jean Gerson i, més tard, per Jacques-Bénigne Bossuet. Altres obres com Les dotze beguines, Els set panys, Llibre de la més alta veritat foren immediatament traduïdes al llatí i a altres llengües europees.
- Chierheit der gheesteleker brulocht, abans de 1343, en llatí Nuptiis vel de ornatu nupciarum spiritualium, o Noces, o de l'ornament de les noces espirituals, sobre la vida activa, la contemplativa i la interior
- Van den seven sloten (1346), Dels set panys per a les clarisses, sobre els deures de la monja i la necessitat de meditació interior
- Een spieghel der ewigher salicheit (1359), Mirall de la salvació eterna, escrita per a les clarisses, explicant els tres graus de l'escala mística aplicats a la vida monàstica i a l'Eucaristia
- Dat rike der ghelieven, Del regne dels Amants de Déu, en vers, de poca qualitat poètica
- Van den gheesteliken tabernakel, mitjan s. XIV, Del tabernacle mental, interpretació al·legòrica de l'Arca de l'Aliança com a model de la vida mística
- Van den XII dogheden, De les dotze virtuts
- Vingherlinc o Van den blinckenden steen (1376), De la pedra lluent, sobre els tres graus místics a partir de la imatge de Crist a l'Apocalipsi
- Dat boecksken der verclaringhe (ca. 1360), Llibret de la clarificació
- Van seven trappen (ca. 1360), Dels set esglaons de l'escala de l'amor espiritual, sobre els tres graus místics
- Van den kerstenen ghelove (ca. 1343), Del que pot creure el cristià, exposició del credo d'Atanasi d'Alexandria
- Van den vier becoringhen (ca. 1343), Dels quatre tipus d'error
- Van den twaelf beghinen (ca. 1380), Llibre de les dotze beguines, sobre la contemplació.
- Samuel, of, Dat boek der hoechster Waerheit, Samuel, o, Llibre de la més alta veritat, apologia del misticisme del mateix autor.

Se l'ha considerat deixeble del Mestre Eckhart i influït pel Pseudo-Dionís Areopagita, i ocupa un paper rellevant en el corrent de la mística del Rin i Flandes, ja que va influir en els Amics de Déu i els Germans de la Vida Comú. Maurice Maeterlinck va contribuir a redescobrir-lo modernament amb el seu article «Ruysbroek l'admirable» (Revue générale, Bruxelles, 1889) i la traducció al francés de Les noces espirituals (1891).

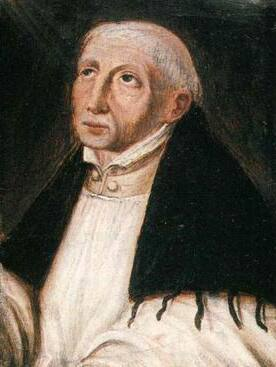
Retrat fictici de l'autor
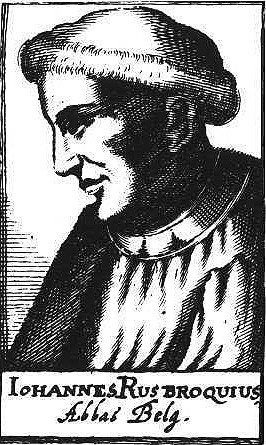
Jan van Ruysbroeck en una xilografia.
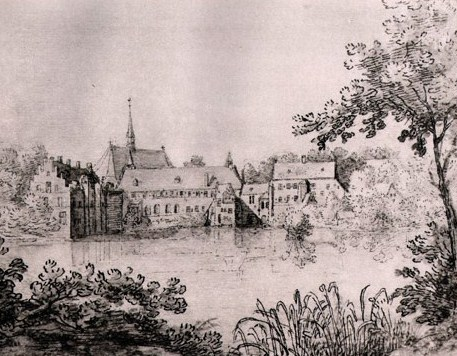
Priorat de Groenendael.
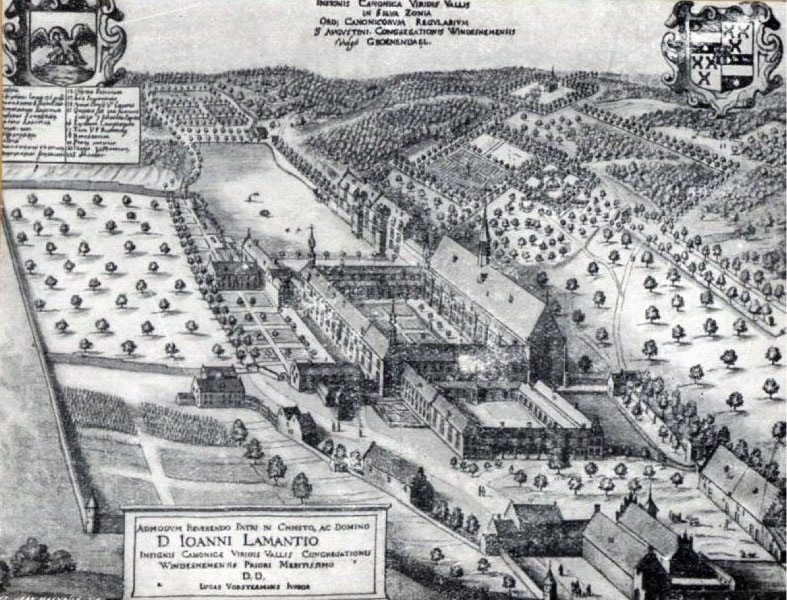
Gravat amb el priorat al s. XVIII
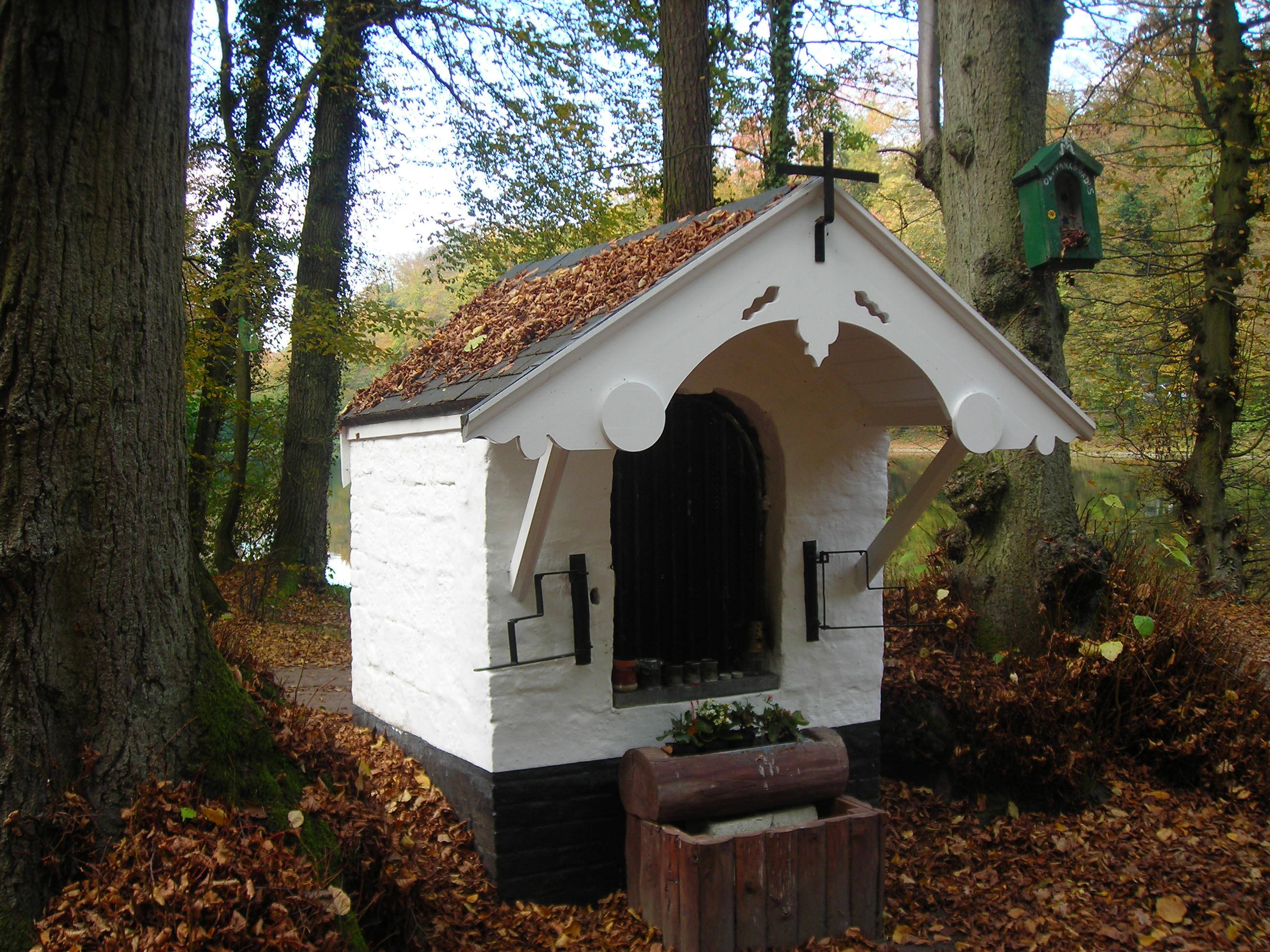
Capella a les ruïnes del priorat de Gronenedaal

## Veneració
Va morir amb fama de santedat. Les seves relíquies es conservaren a Groenendaal, on eren honorades com les d'un sant. En ésser suprimida la congregació en 1783, les restes foren portades a la catedral de Santa Gúdula de Brussel·les, on es perderen durant la Revolució francesa.
Fou beatificat l'1 de desembre de 1908 per Pius X. Fou nomenat, després d'haver mort, Doctor Extaticus i Doctor Divinus.